# 中国共産党中央委員会
中国共産党中央委員会（ちゅうごくきょうさんとうちゅうおういいんかい、英語: Central Committee of the Communist Party of China、略:CCCPC）は、中国共産党の最高指導機関。中国共産党全国代表大会（党大会）によって選出され、党大会の閉会期間中は、党大会を代行して党を指導する。略称は中共中央、党中央など。

## 構成
党大会において選出された中央委員と中央候補委員によって本会が構成される。第17期中央委員会の構成は、中央委員が204名、中央候補委員が167名である。中央委員および中央候補委員に選出されるには、5年以上の党籍が必要。中央委員と中央候補委員の定数は党大会が決定する。中央委員会に欠員が出た場合、中央候補委員から得票順で補選される。

## 任期
中央委員会の任期は5年。ただし、党大会の開催が延期もしくは繰り上げられた場合、それに応じて中央委員会の任期も変更される。

## 職権
党大会閉会期間中、中央委員会は党大会で決議された事項を執行し、党全体の活動を指導し、対外的に中国共産党を代表する。
中央委員会全体会議は中央政治局によって招集され、少なくとも年1回は開催される。中央委員会全体会議では党の路線や方針、国家の発展計画などの重要問題について討論・決定がなされる。この他、中央政治局委員や党の最高指導者である中国共産党中央委員会総書記を選出する。5年で7度というパターンが恒例である。
第1回会議（1中全会）は党大会閉幕の当日に新中央委員会を選出。その翌日に新中央委員会が第1回全体会議を招集。会議後、新指導部が国内外の記者と初顔合わせをする。その翌年に行われる第2回会議（2中全会）では中央機関の人選名簿（人事案）を審議する。その後、第3回～第6回会議（3中～6中全会）はその後の3年の間に召集される。3回目は経済政策、4回目～6回目については各種の現状における問題点が論議される。最後の7回目の会議（7中全会）は次回党大会開幕の約1週間前に招集され、「前のものを受け継ぎ、後のものを導く」役割を果たし、またこの会議は中央政治局が日時を提案する次回党大会の招集日時を決定する。

## 所属機構

### 内部部局
- 中央弁公庁
- 中央組織部
- 中央宣伝部
- 中央統一戦線部
- 中央対外連絡部
- 中央政法委員会

### 議事調整機関
- 中央国家安全委員会
- 中央全面深化改革委員会
- 中央財経委員会
- 中央ネットワーク安全情報化委員会
- 中央外事工作委員会弁公室
- 中央軍民融合発展委員会
- 中央精神文明建設委員会
- 中央政策研究室

### 直轄事業単位
- 人民日報社
- 中央党史文献研究院
- 中央党校